# مفكرة الممارس العام
مُفكرة المُمارِس العام (بالإنجليزية: GPnotebook)‏ هيَ قاعدة بيانات طبية بريطانية خاصة بالمُمارسين العامين، وتعتبر موسوعة طبية تُستخدم كمرجع فوري من قِبل الأطباء في جميع أنحاء العام، حيثُ تحتوي على أكثر من 30 ألف صَفحة معلومات. تتوفر المُفكرة عبر الإنترنت بواسطة أوكسبريدج سوليوشنز المحدودة.

## روابط خارجية
- الموقع الرسمي
- اثنتان من الشَركات الإبداعية تساعد على تحسين الوصول للمعلومات لأصحاب المهن الطِبية.

ِِ